# Asterinella puyana
Asterinella puyana är en svampart som beskrevs av Petr. 1950. Asterinella puyana ingår i släktet Asterinella och familjen Microthyriaceae.   Inga underarter finns listade i Catalogue of Life.